# Francisco García
Francisco García (ur. 31 grudnia 1981 w Santo Domingo, Dominikana) – dominikański koszykarz, grający na pozycji niskiego skrzydłowego.
Karierę koszykarską rozpoczynał na uniwersytecie Louisville w zespole Louisville Cardinals. Po udziale w Final Four NCAA w 2005, Garcia postanowił wziąć udział w drafcie NBA. Został w nim wybrany z numerem 23 przez Sacramento Kings. W pierwszym sezonie zagrał w 67 meczach, wychodząc 11 razy w pierwszej piątce. 25 września 2008 podpisał warty 23 miliony dolarów pięcioletni kontrakt z Kings. Przed sezonem 2009/2010 doznał groźnej kontuzji przedramienia, która wykluczyła go z gry na kilka miesięcy. Złamanie nastąpiło po wybuchu dmuchanej piłki, na której zawodnik się rozciągał. W dzień trade deadline 2013 w NBA, został wymieniony przez Kings w trójstronnej wymianie, w ramach której został zawodnikiem Houston Rockets. 19 grudnia został zwolniony przez Rockets.

## Osiągnięcia
Stan na 18 kwietnia 2018, na podstawie, o ile nie zaznaczono inaczej.
NCAA
- Uczestnik rozgrywek:
  - NCAA Final Four (2005)
  - turnieju NCAA (2003–2005)
- Mistrz:
  - turnieju konferencji USA (2003, 2005)
  - sezonu regularnego konferencji USA (2005)
- Najlepszy pierwszoroczny zawodnik konferencji USA (2003)
- MVP Billy Minardi Classic (2004)
- Zaliczony do:
  - I składu:
    - konferencji USA (2004, 2005)
    - konferencji USA (2003–2005)
    - najlepszych pierwszorocznych zawodników konferencji USA (2003)

  - II składu All-American (2005 przez NABC)

Reprezentacja
- Mistrz:
  - Ameryki Środkowej (2012)
  - igrzyska panamerykańskich (2003)
- Brązowy medalista mistrzostw:
  - Ameryki (2011)
  - Ameryki Środkowej (2008)
- Uczestnik:
  - mistrzostw:
    - świata (2014 – 13. miejsce)
    - Ameryki (2005 – 6. miejsce, 2009 – 5. miejsce, 2011, 2013 – 4. miejsce, 2015 – 6. miejsce)

  - Kontynentalnego Pucharu Tuto Marchanda (2013 – 4. miejsce, 2015 – 5. miejsce)
  - kwalifikacji olimpijskich (2012 – 4. miejsce)
- Zaliczony do I składu mistrzostw Ameryki (2005)[7]
- Lider mistrzostw świata w skuteczności rzutów za 3 punkty (2014 – 64,3%)[8]